# Karpacz (stacja kolejowa)
Karpacz – przystanek osobowy w Karpaczu, w powiecie karkonoskim, w województwie dolnośląskim, w Polsce; jest on końcowym punktem eksploatacyjnym linii kolejowej nr 340 z Mysłakowic. Między 3 kwietnia 2000 roku a 13 czerwca 2025 roku był zamknięty jako stacja dla ruchu pasażerskiego.
Od 2012 roku budynek dworca jest siedzibą Miejskiego Muzeum Zabawek i biblioteki miejskiej.

## Historia
Linia kolejowa do Karpacza została otwarta 29 czerwca 1895 roku. Pierwszy odświętnie udekorowany pociąg wjechał na końcową stację tego dnia o 17.13. Otwarcie linii kolejowej doprowadziło do zwiększenia ruchu turystycznego na przełomie XIX i XX wieku. Lokalizacja stacji na przedmieściach Karpacza była spowodowana głównie działaniami restauratora Fritza Exnera, który sprzeciwiał się budowie stacji w południowej części miasta, ponieważ wszystkie lokale położone poniżej budynku dworca znalazłyby się w trudnej sytuacji materialnej.
W 1924 roku przy wsparciu gminy rozpoczęto budowę nowego dworca, który przylegał od południa do starego budynku. Budowę nowego dworca ukończono w 1925 roku. Linia kolejowa do Karpacza w 1934 roku została zelektryfikowana. Po II wojnie światowej personel niemiecki pod nadzorem PKP wznowił początkowo ruch pociągów elektrycznych, ale decyzją porozumienia między Polską a Związkiem Socjalistycznych Republik Radzieckich infrastruktura energetyczna została niebawem zdemontowana, po czym wywieziona do ZSRR jako zdobycz wojenna.
Po przejęciu linii przez Polskie Koleje Państwowe odcinek ten do końca eksploatacji miał charakter lokalny. Średnio kursowało 3-6 par pociągów na dobę. Epizodycznie na linii pojawiały się pociągi międzynarodowe z NRD, a na początku lat 90. XX w. także połączenia Lubuskiej Kolei Regionalnej z Czerwieńska.

### Zawieszenie ruchu
Z dniem 3 kwietnia 2000 roku Polskie Koleje Państwowe zawiesiły połączenia pasażerskie na 1028,5 km linii kolejowych. Oprócz niedostatecznej rentowności jako przyczynę likwidacji połączeń PKP wskazywały pogłębiającą się niewydolność modelu ograniczonego dotowania kolei wyłącznie z budżetu centralnego i finansowania połączeń pasażerskich przez PKP wpływami z przewozów towarowych. W odpowiedzi na interpelację posła Andrzeja Otręby z 21 marca 2000 roku Dyrekcja Przewozów Pasażerskich PKP wykazywała pokrycie kosztów funkcjonowania połączeń kolejowych Jelenia Góra – Mysłakowice oraz Mysłakowice – Karpacz na poziomie 18 procent. Zaznaczono wówczas, że połączenia o pokryciu kosztów wpływami poniżej 20 procent, wobec braku innych źródeł finansowania niż wpływy, są przeznaczone do likwidacji.
Ostatni rozkładowy pociąg osobowy z Karpacza odjechał 2 kwietnia 2000 roku i był prowadzony lokomotywą SP42-001. W późniejszym okresie odbywały się jeszcze przejazdy pociągami specjalnymi. Całkowite zawieszenie ruchu kolejowego na całej trasie nastąpiło zarządzeniem z dnia 23 listopada 2000 roku.
W 2008 roku budynek dworca przejęło miasto Karpacz, które przystąpiło do wyremontowania zabytku. Od czerwca 2012 roku w budynku znajduje się siedziba Miejskiego Muzeum Zabawek oraz biblioteki miejskiej. W obrębie stacji był również prowadzony sezonowy turystyczny ruch drezynowy.

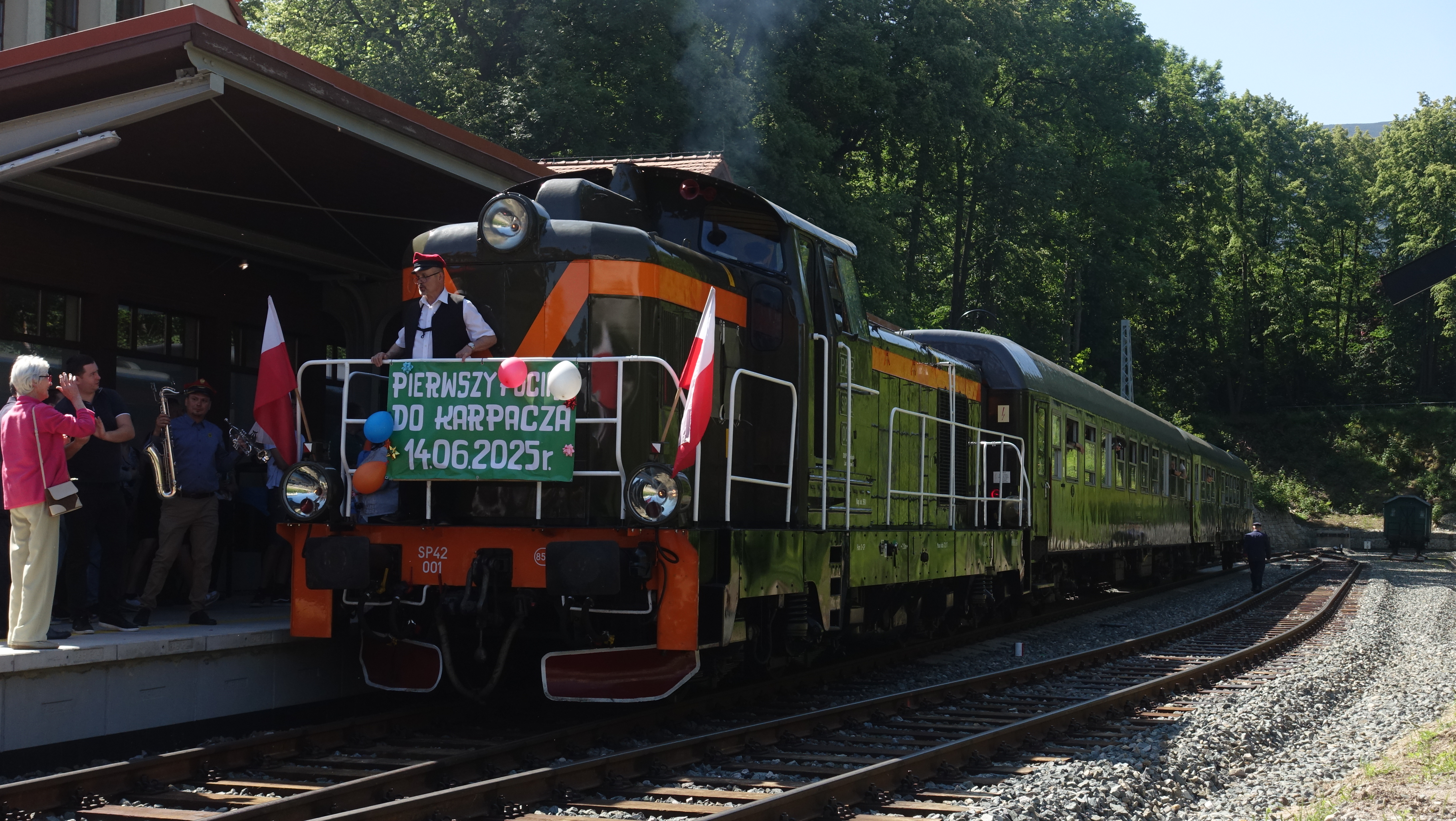
SP42-001 z pierwszym pociągiem specjalnym z pasażerami na stacji Karpacz po reaktywacji linii z Jeleniej Góry. Tablica Pierwszy pociąg do Karpacza wraz z wystrojem nawiązuje do ostatniego pociągu na linii z 2 kwietnia 2000 roku, prowadzonego tą samą lokomotywą.

### Reaktywacja ruchu
W 2021 roku województwo dolnośląskie przejęło od PKP PLK linie kolejowe nr 340 (Mysłakowice – Karpacz) i 308 (Kamienna Góra – Mysłakowice – Jelenia Góra) w celu przywrócenia ruchu pociągów osobowych do Karpacza i Kowar. 15 grudnia 2022 roku ogłoszono przetarg na remont odcinka z Jeleniej Góry do Mysłakowic, zaś w 2023 roku rozpoczęły się prace nad rewitalizacją fragmentu do Karpacza.
14 czerwca 2025 roku do Karpacza dotarł pierwszy pociąg specjalny z pasażerami. Na jego czele znajdowała się lokomotywa SP42-001 – ta sama, która 25 lat wcześniej prowadziła ostatni pociąg pasażerski na linii. Rozkładowy ruch pociągów został przywrócony dzień później, 15 czerwca 2025 roku.